# 4795 Kihara
4795 Kihara eller 1989 CB1 är en asteroid i huvudbältet som upptäcktes den 7 februari 1989 av de båda japanska astronomerna Kazuro Watanabe och Atsushi Takahashi vid Kitami-observatoriet. Den är uppkallad efter Hideo Kihara.
Asteroiden har en diameter på ungefär 4 kilometer.